# Стамфорд (Коннектикут)
Ста́мфорд (англ. Stamford) — город в округе Фэрфилд штата Коннектикут (США). Численность населения города составляет 135 470 человек (2020), что делает Стамфорд четвёртым по величине городом в штате.
Стамфорд назывался Рипповам (Rippowam) индейцами, проживающими в регионе; так же его называли первые европейские поселенцы. Позже имя изменили на Стамфорд в честь одноимённого городка в Линкольншире, Англия. Соответствующий документ был подписан 1 июля 1640 года капитаном Тёрнером (англ. Turner) колонии Нью-Хейвен и вождем индейцев Понусом (Ponus).
По состоянию на 2019 год в Стамфорде расположены девять компаний, входящих в список Fortune 500, а также многочисленные подразделения крупных корпораций.

## Города-побратимы
- Афула[5]
- Лима
- Минтурно
- Спарта[6]
- Краматорск[7].